# جنيفر كلاين
جنيفر كلاين (بالألمانية: Jennifer Klein)‏ هي لاعبة كرة قدم نمساوية، ولدت في 11 يناير 1999 في تولن ان دير دوناو في النمسا. لعبت مع نادي سانت بولتن.

## وصلات خارجية
- جنيفر كلاين على موقع الاتحاد الأوربي (الإنجليزية)
- جنيفر كلاين على موقع قاعدة بيانات كرة القدم.إي يو (الإنجليزية)
- جنيفر كلاين على موقع Soccerway.com (الإنجليزية)
- جنيفر كلاين على موقع عالم كرة القدم.نت (الإنجليزية)